# Resultados do Carnaval da Baixada Santista em 2015
Neste artigo as notas das escolas de samba de todas as cidades da região da Baixada Santista que realizaram desfiles de escolas de samba no Carnaval de 2014. Bem como suas pontuações finais e quais escolas foram rebaixadas ou subiram para o grupo Especial do ano seguinte a apuração. Só houve desfiles de escolas de samba em Santos, Guarujá, Praia Grande e Cubatão.

## Santos
Tanto os desfiles das escolas de samba quanto à apuração dos mesmos, foram transmitidos pela TV Santa Cecília.

### Classificação
| Grupo Especial  | Grupo Especial        | Grupo Especial | Grupo Especial | Grupo Especial                    | Grupo Especial | Grupo Especial | Grupo Especial | Grupo Especial | Grupo Especial | Grupo Especial | Grupo Especial | Grupo Especial | Grupo Especial | Grupo Especial | Grupo Especial | Grupo Especial | Grupo Especial | Grupo Especial | Grupo Especial | Grupo Especial | Grupo Especial | Grupo Especial | Grupo Especial | Grupo Especial | Grupo Especial | Grupo Especial | Grupo Especial | Grupo Especial | Grupo Especial | Grupo Especial | Grupo Especial | Grupo Especial | Grupo Especial | Grupo Especial | Grupo Especial | Grupo Especial | Grupo Especial | Grupo Especial | Grupo Especial | Grupo Especial | Grupo Especial | Grupo Especial | Grupo Especial | Grupo Especial | Grupo Especial | Grupo Especial | Grupo Especial | Grupo Especial | Grupo Especial |
| Posição         | Escolas               | Pontos         | Ref.           | Classificação ou Rebaixamento     |                |                |                |                |                |                |                |                |                |                |                |                |                |                |                |                |                |                |                |                |                |                |                |                |                |                |                |                |                |                |                |                |                |                |                |                |                |                |                |                |                |                |                |                |                |
| --------------- | --------------------- | -------------- | -------------- | --------------------------------- | -------------- | -------------- | -------------- | -------------- | -------------- | -------------- | -------------- | -------------- | -------------- | -------------- | -------------- | -------------- | -------------- | -------------- | -------------- | -------------- | -------------- | -------------- | -------------- | -------------- | -------------- | -------------- | -------------- | -------------- | -------------- | -------------- | -------------- | -------------- | -------------- | -------------- | -------------- | -------------- | -------------- | -------------- | -------------- | -------------- | -------------- | -------------- | -------------- | -------------- | -------------- | -------------- | -------------- | -------------- | -------------- |
| 1               | X-9                   | 179.4          | [ 1 ]          | Campeã do Carnaval 2015           |                |                |                |                |                |                |                |                |                |                |                |                |                |                |                |                |                |                |                |                |                |                |                |                |                |                |                |                |                |                |                |                |                |                |                |                |                |                |                |                |                |                |                |                |                |
| 2               | Unidos dos Morros     | 179.1          | [ 1 ]          |                                   |                |                |                |                |                |                |                |                |                |                |                |                |                |                |                |                |                |                |                |                |                |                |                |                |                |                |                |                |                |                |                |                |                |                |                |                |                |                |                |                |                |                |                |                |                |
| 3               | Amazonense            | 176.9          | [ 1 ]          |                                   |                |                |                |                |                |                |                |                |                |                |                |                |                |                |                |                |                |                |                |                |                |                |                |                |                |                |                |                |                |                |                |                |                |                |                |                |                |                |                |                |                |                |                |                |                |
| 4               | União Imperial        | 176.6          | [ 1 ]          |                                   |                |                |                |                |                |                |                |                |                |                |                |                |                |                |                |                |                |                |                |                |                |                |                |                |                |                |                |                |                |                |                |                |                |                |                |                |                |                |                |                |                |                |                |                |                |
| 5               | Padre Paulo           | 176.3          | [ 1 ]          |                                   |                |                |                |                |                |                |                |                |                |                |                |                |                |                |                |                |                |                |                |                |                |                |                |                |                |                |                |                |                |                |                |                |                |                |                |                |                |                |                |                |                |                |                |                |                |
| 6               | Brasil                | 175.7          | [ 1 ]          |                                   |                |                |                |                |                |                |                |                |                |                |                |                |                |                |                |                |                |                |                |                |                |                |                |                |                |                |                |                |                |                |                |                |                |                |                |                |                |                |                |                |                |                |                |                |                |
| 7               | Vila Mathias          | 175.6          | [ 1 ]          |                                   |                |                |                |                |                |                |                |                |                |                |                |                |                |                |                |                |                |                |                |                |                |                |                |                |                |                |                |                |                |                |                |                |                |                |                |                |                |                |                |                |                |                |                |                |                |
| 8               | Real Mocidade         | 175.5          | [ 1 ]          |                                   |                |                |                |                |                |                |                |                |                |                |                |                |                |                |                |                |                |                |                |                |                |                |                |                |                |                |                |                |                |                |                |                |                |                |                |                |                |                |                |                |                |                |                |                |                |
| 9               | Sangue Jovem          | 174.9          | [ 1 ]          | Desce para o Grupo de Acesso 2016 |                |                |                |                |                |                |                |                |                |                |                |                |                |                |                |                |                |                |                |                |                |                |                |                |                |                |                |                |                |                |                |                |                |                |                |                |                |                |                |                |                |                |                |                |                |
| 10              | Bandeirantes do Saboó | 172.7          | [ 1 ]          | Desce para o Grupo de Acesso 2016 |                |                |                |                |                |                |                |                |                |                |                |                |                |                |                |                |                |                |                |                |                |                |                |                |                |                |                |                |                |                |                |                |                |                |                |                |                |                |                |                |                |                |                |                |                |
| Grupo de Acesso |                       |                |                |                                   |                |                |                |                |                |                |                |                |                |                |                |                |                |                |                |                |                |                |                |                |                |                |                |                |                |                |                |                |                |                |                |                |                |                |                |                |                |                |                |                |                |                |                |                |                |
| Posição         | Escolas               | Pontos         | Ref.           | Classificação ou Rebaixamento     |                |                |                |                |                |                |                |                |                |                |                |                |                |                |                |                |                |                |                |                |                |                |                |                |                |                |                |                |                |                |                |                |                |                |                |                |                |                |                |                |                |                |                |                |                |
| 1               | Dependente do Samba   | 179.9          | [ 2 ]          | Sobe para o Especial 2016         |                |                |                |                |                |                |                |                |                |                |                |                |                |                |                |                |                |                |                |                |                |                |                |                |                |                |                |                |                |                |                |                |                |                |                |                |                |                |                |                |                |                |                |                |                |
| 2               | Zona Noroeste         | 178.8          | [ 2 ]          |                                   |                |                |                |                |                |                |                |                |                |                |                |                |                |                |                |                |                |                |                |                |                |                |                |                |                |                |                |                |                |                |                |                |                |                |                |                |                |                |                |                |                |                |                |                |                |
| 3               | Império da Vila       | 177.6          | [ 2 ]          |                                   |                |                |                |                |                |                |                |                |                |                |                |                |                |                |                |                |                |                |                |                |                |                |                |                |                |                |                |                |                |                |                |                |                |                |                |                |                |                |                |                |                |                |                |                |                |
| 4               | Dragões do Castelo    | 177.4          | [ 2 ]          | Desce para o Grupo 1 de 2016      |                |                |                |                |                |                |                |                |                |                |                |                |                |                |                |                |                |                |                |                |                |                |                |                |                |                |                |                |                |                |                |                |                |                |                |                |                |                |                |                |                |                |                |                |                |
| 5               | Imperatriz Alvinegra  | 176.9          | [ 2 ]          | Desce para o Grupo 1 de 2016      |                |                |                |                |                |                |                |                |                |                |                |                |                |                |                |                |                |                |                |                |                |                |                |                |                |                |                |                |                |                |                |                |                |                |                |                |                |                |                |                |                |                |                |                |                |
| Pleiteantes     |                       |                |                |                                   |                |                |                |                |                |                |                |                |                |                |                |                |                |                |                |                |                |                |                |                |                |                |                |                |                |                |                |                |                |                |                |                |                |                |                |                |                |                |                |                |                |                |                |                |                |
| Posição         | Escolas               | Pontos         | Ref.           | Classificação ou Rebaixamento     |                |                |                |                |                |                |                |                |                |                |                |                |                |                |                |                |                |                |                |                |                |                |                |                |                |                |                |                |                |                |                |                |                |                |                |                |                |                |                |                |                |                |                |                |                |
| 1               | Mãos Entrelaçadas     | 177.4          | [ 3 ]          | Sobem para o Grupo 1 de 2016      |                |                |                |                |                |                |                |                |                |                |                |                |                |                |                |                |                |                |                |                |                |                |                |                |                |                |                |                |                |                |                |                |                |                |                |                |                |                |                |                |                |                |                |                |                |
| 2               | Unidos da Baixada     | 150.1          | [ 3 ]          | Sobem para o Grupo 1 de 2016      |                |                |                |                |                |                |                |                |                |                |                |                |                |                |                |                |                |                |                |                |                |                |                |                |                |                |                |                |                |                |                |                |                |                |                |                |                |                |                |                |                |                |                |                |                |

## Praia Grande

### Classificação
| Grupo Especial  | Grupo Especial          | Grupo Especial | Grupo Especial | Grupo Especial                    | Grupo Especial | Grupo Especial | Grupo Especial | Grupo Especial | Grupo Especial | Grupo Especial | Grupo Especial | Grupo Especial | Grupo Especial | Grupo Especial | Grupo Especial | Grupo Especial | Grupo Especial | Grupo Especial | Grupo Especial | Grupo Especial | Grupo Especial | Grupo Especial | Grupo Especial | Grupo Especial | Grupo Especial | Grupo Especial | Grupo Especial | Grupo Especial | Grupo Especial | Grupo Especial | Grupo Especial | Grupo Especial | Grupo Especial | Grupo Especial | Grupo Especial | Grupo Especial | Grupo Especial | Grupo Especial | Grupo Especial | Grupo Especial | Grupo Especial | Grupo Especial | Grupo Especial | Grupo Especial | Grupo Especial | Grupo Especial | Grupo Especial | Grupo Especial | Grupo Especial |
| Posição         | Escolas                 | Pontos         | Ref.           | Classificação ou Rebaixamento     |                |                |                |                |                |                |                |                |                |                |                |                |                |                |                |                |                |                |                |                |                |                |                |                |                |                |                |                |                |                |                |                |                |                |                |                |                |                |                |                |                |                |                |                |                |
| --------------- | ----------------------- | -------------- | -------------- | --------------------------------- | -------------- | -------------- | -------------- | -------------- | -------------- | -------------- | -------------- | -------------- | -------------- | -------------- | -------------- | -------------- | -------------- | -------------- | -------------- | -------------- | -------------- | -------------- | -------------- | -------------- | -------------- | -------------- | -------------- | -------------- | -------------- | -------------- | -------------- | -------------- | -------------- | -------------- | -------------- | -------------- | -------------- | -------------- | -------------- | -------------- | -------------- | -------------- | -------------- | -------------- | -------------- | -------------- | -------------- | -------------- | -------------- |
| 1               | Império da Praia Grande | 178.7          | [ 4 ]          | Campeã do Carnaval 2015           |                |                |                |                |                |                |                |                |                |                |                |                |                |                |                |                |                |                |                |                |                |                |                |                |                |                |                |                |                |                |                |                |                |                |                |                |                |                |                |                |                |                |                |                |                |
| 2               | Casa do Mestiço         | 178.3          | [ 4 ]          |                                   |                |                |                |                |                |                |                |                |                |                |                |                |                |                |                |                |                |                |                |                |                |                |                |                |                |                |                |                |                |                |                |                |                |                |                |                |                |                |                |                |                |                |                |                |                |
| 3               | Vila do Sapo            | 175.7          | [ 4 ]          |                                   |                |                |                |                |                |                |                |                |                |                |                |                |                |                |                |                |                |                |                |                |                |                |                |                |                |                |                |                |                |                |                |                |                |                |                |                |                |                |                |                |                |                |                |                |                |
| 4               | Folia 99FM              | 170.9          | [ 4 ]          |                                   |                |                |                |                |                |                |                |                |                |                |                |                |                |                |                |                |                |                |                |                |                |                |                |                |                |                |                |                |                |                |                |                |                |                |                |                |                |                |                |                |                |                |                |                |                |
| 5               | CESAC-Forte             | 166.0          | [ 4 ]          |                                   |                |                |                |                |                |                |                |                |                |                |                |                |                |                |                |                |                |                |                |                |                |                |                |                |                |                |                |                |                |                |                |                |                |                |                |                |                |                |                |                |                |                |                |                |                |
| 6               | Mancha Verde            | 145.4          | [ 4 ]          | Desce para o Grupo de Acesso 2016 |                |                |                |                |                |                |                |                |                |                |                |                |                |                |                |                |                |                |                |                |                |                |                |                |                |                |                |                |                |                |                |                |                |                |                |                |                |                |                |                |                |                |                |                |                |
| 7               | Favoritos do Forte      | 130.9          | [ 4 ]          | Desce para o Grupo de Acesso 2016 |                |                |                |                |                |                |                |                |                |                |                |                |                |                |                |                |                |                |                |                |                |                |                |                |                |                |                |                |                |                |                |                |                |                |                |                |                |                |                |                |                |                |                |                |                |
| Grupo de Acesso |                         |                |                |                                   |                |                |                |                |                |                |                |                |                |                |                |                |                |                |                |                |                |                |                |                |                |                |                |                |                |                |                |                |                |                |                |                |                |                |                |                |                |                |                |                |                |                |                |                |                |
| Posição         | Escolas                 | Pontos         | Ref.           | Classificação ou Rebaixamento     |                |                |                |                |                |                |                |                |                |                |                |                |                |                |                |                |                |                |                |                |                |                |                |                |                |                |                |                |                |                |                |                |                |                |                |                |                |                |                |                |                |                |                |                |                |
| 1               | Acadêmicos de PG        | 89.2           | [ 4 ]          | Sobem para o Grupo Especial       |                |                |                |                |                |                |                |                |                |                |                |                |                |                |                |                |                |                |                |                |                |                |                |                |                |                |                |                |                |                |                |                |                |                |                |                |                |                |                |                |                |                |                |                |                |
| 2               | Guaratude               | 89.1           | [ 4 ]          | Sobem para o Grupo Especial       |                |                |                |                |                |                |                |                |                |                |                |                |                |                |                |                |                |                |                |                |                |                |                |                |                |                |                |                |                |                |                |                |                |                |                |                |                |                |                |                |                |                |                |                |                |
| 3               | Cristal                 | 88.5           | [ 4 ]          |                                   |                |                |                |                |                |                |                |                |                |                |                |                |                |                |                |                |                |                |                |                |                |                |                |                |                |                |                |                |                |                |                |                |                |                |                |                |                |                |                |                |                |                |                |                |                |
| 4               | Ilha das Caieiras       | 81.3           | [ 4 ]          |                                   |                |                |                |                |                |                |                |                |                |                |                |                |                |                |                |                |                |                |                |                |                |                |                |                |                |                |                |                |                |                |                |                |                |                |                |                |                |                |                |                |                |                |                |                |                |
| 5               | Amigos do Samba         | 77.2           | [ 4 ]          |                                   |                |                |                |                |                |                |                |                |                |                |                |                |                |                |                |                |                |                |                |                |                |                |                |                |                |                |                |                |                |                |                |                |                |                |                |                |                |                |                |                |                |                |                |                |                |
| 6               | Star na Avenida         | 63.8           | [ 4 ]          |                                   |                |                |                |                |                |                |                |                |                |                |                |                |                |                |                |                |                |                |                |                |                |                |                |                |                |                |                |                |                |                |                |                |                |                |                |                |                |                |                |                |                |                |                |                |                |
| 7               | Unidos do Ocian         | 58.9           | [ 4 ]          |                                   |                |                |                |                |                |                |                |                |                |                |                |                |                |                |                |                |                |                |                |                |                |                |                |                |                |                |                |                |                |                |                |                |                |                |                |                |                |                |                |                |                |                |                |                |                |

## Guarujá

### Classificação
Nenhuma escola do especial desce esse ano.
| Grupo Especial  | Grupo Especial      | Grupo Especial | Grupo Especial | Grupo Especial                | Grupo Especial | Grupo Especial | Grupo Especial | Grupo Especial | Grupo Especial | Grupo Especial | Grupo Especial | Grupo Especial | Grupo Especial | Grupo Especial | Grupo Especial | Grupo Especial | Grupo Especial | Grupo Especial | Grupo Especial | Grupo Especial | Grupo Especial | Grupo Especial | Grupo Especial | Grupo Especial | Grupo Especial | Grupo Especial | Grupo Especial | Grupo Especial | Grupo Especial | Grupo Especial | Grupo Especial | Grupo Especial | Grupo Especial | Grupo Especial | Grupo Especial | Grupo Especial | Grupo Especial | Grupo Especial | Grupo Especial | Grupo Especial | Grupo Especial | Grupo Especial | Grupo Especial | Grupo Especial | Grupo Especial | Grupo Especial | Grupo Especial | Grupo Especial | Grupo Especial |
| Posição         | Escolas             | Pontos         | Ref.           | Classificação ou Rebaixamento |                |                |                |                |                |                |                |                |                |                |                |                |                |                |                |                |                |                |                |                |                |                |                |                |                |                |                |                |                |                |                |                |                |                |                |                |                |                |                |                |                |                |                |                |                |
| --------------- | ------------------- | -------------- | -------------- | ----------------------------- | -------------- | -------------- | -------------- | -------------- | -------------- | -------------- | -------------- | -------------- | -------------- | -------------- | -------------- | -------------- | -------------- | -------------- | -------------- | -------------- | -------------- | -------------- | -------------- | -------------- | -------------- | -------------- | -------------- | -------------- | -------------- | -------------- | -------------- | -------------- | -------------- | -------------- | -------------- | -------------- | -------------- | -------------- | -------------- | -------------- | -------------- | -------------- | -------------- | -------------- | -------------- | -------------- | -------------- | -------------- | -------------- |
| 1               | Imperador da Ilha   | 179.00         | [ 5 ]          | Campeã do Carnaval 2015       |                |                |                |                |                |                |                |                |                |                |                |                |                |                |                |                |                |                |                |                |                |                |                |                |                |                |                |                |                |                |                |                |                |                |                |                |                |                |                |                |                |                |                |                |                |
| 2               | São Miguel          | 177.50         | [ 5 ]          |                               |                |                |                |                |                |                |                |                |                |                |                |                |                |                |                |                |                |                |                |                |                |                |                |                |                |                |                |                |                |                |                |                |                |                |                |                |                |                |                |                |                |                |                |                |                |
| 3               | Guarujá             | 174.75         | [ 5 ]          |                               |                |                |                |                |                |                |                |                |                |                |                |                |                |                |                |                |                |                |                |                |                |                |                |                |                |                |                |                |                |                |                |                |                |                |                |                |                |                |                |                |                |                |                |                |                |
| 4               | Vem Que É Dez       | 171.75         | [ 5 ]          |                               |                |                |                |                |                |                |                |                |                |                |                |                |                |                |                |                |                |                |                |                |                |                |                |                |                |                |                |                |                |                |                |                |                |                |                |                |                |                |                |                |                |                |                |                |                |
| 5               | Renascer            | 163.75         | [ 5 ]          |                               |                |                |                |                |                |                |                |                |                |                |                |                |                |                |                |                |                |                |                |                |                |                |                |                |                |                |                |                |                |                |                |                |                |                |                |                |                |                |                |                |                |                |                |                |                |
| 6               | Caminho da Paz      | 145.50         | [ 5 ]          |                               |                |                |                |                |                |                |                |                |                |                |                |                |                |                |                |                |                |                |                |                |                |                |                |                |                |                |                |                |                |                |                |                |                |                |                |                |                |                |                |                |                |                |                |                |                |
| Grupo de Acesso |                     |                |                |                               |                |                |                |                |                |                |                |                |                |                |                |                |                |                |                |                |                |                |                |                |                |                |                |                |                |                |                |                |                |                |                |                |                |                |                |                |                |                |                |                |                |                |                |                |                |
| Posição         | Escolas             | Pontos         | Ref.           | Classificação ou Rebaixamento |                |                |                |                |                |                |                |                |                |                |                |                |                |                |                |                |                |                |                |                |                |                |                |                |                |                |                |                |                |                |                |                |                |                |                |                |                |                |                |                |                |                |                |                |                |
| 1               | Unidos da São Jorge | 154.00         | [ 5 ]          | Campeã do Acesso              |                |                |                |                |                |                |                |                |                |                |                |                |                |                |                |                |                |                |                |                |                |                |                |                |                |                |                |                |                |                |                |                |                |                |                |                |                |                |                |                |                |                |                |                |                |

## Cubatão

### Classificação
| 1 | Independência   | 167.75 | [ 6 ] | Campeã do Carnaval 2015 |
| 2 | Unidos do Morro | 163.25 | [ 6 ] |                         |
| 3 | Nações Unidas   | 160.25 | [ 6 ] |                         |